# Gilles Dossou-Gouin
Pour les articles homonymes, voir Dossou.
Gilles Dossou-Gouin (né le 29 août 1957, et mort le 30 septembre 2016) est un écrivain béninois.

## Biographie
Il publie son premier ouvrage en 1996 : L'imaginaire et le symbolisme de Dieu qui déclenche une telle controverse en 1997 qu'il doit s'exiler au Sénégal.
En 2003, avec l'aide de l'UNESCO, il publie son second ouvrage Le Cri Noir du Nègre.
En 2005, il est accueilli par la ville norvégienne de Molde dans le cadre du Pen club jusqu'en 2007. Il y réside désormais.
En 2010, il publie : La liberté d'expression dans la tradition des peuples noirs.
Parallèlement, il a publié plusieurs poèmes en Norvège dans des anthologies.

## Œuvres
- Participe à l'anthologie Under the same sky (Sous le même ciel), préface par Salman Rushdie avec la collaboration de Nork Pen, éd. Communicatio, septembre 2012.
- De la Wallonie à la Francophonie (poésie) éditions Mélonic, Canada, décembre 2012.
- Quand les larmes murmurent la parole (poésie) suivi de L'Hippocampe, (poésie) éditions Mélonic Canada, mai 2012.
- En fremmed i Hustavika (Un étranger à Hustadvikka), édité par Cappelen-Damn, Oslo, mai 2010.
- Veøya, une rencontre de foi avec l’Europe (poésie), 56 pages, éditions Mélonic, Canada, septembre 2010.
- La liberté d'expression dans la tradition des peuples noirs (essai), 400 pages, éditions Mélonic, Canada, mai 2010.
- Participe à l'anthologie De stemmeløses røst, préfacé par Kjell Olaf Jensen.
- Å bestå (Subsister), premier recueil de poèmes en langue norvégienne ; poème satirique sur la culture et l'identité noires, publié par la commune de Molde, juin  2008.
- Le Cri Noir du Nègre, 2003.
- L'imaginaire et le symbolisme de Dieu : Veøya, une rencontre de foi avec l'Europe (il y présente une série de poèmes sur l'île)[3].